# Lascia stare la gallina
Lascia stare la gallina è un romanzo dello scrittore italiano Daniele Rielli, edito da Bompiani nel 2015; il romanzo è ambientato in Salento nell'estate del 2011.

## Trama
Nella calda estate del 2011, durante una vacanza in Salento viene uccisa una ragazza milanese, Martina. Dell'omicidio viene accusato Marco, un ragazzo da lei conosciuto durante la vacanza in campeggio a Frassanito. Su questa vicenda di sottofondo si sviluppa la storia dell'ex poliziotto Salvatore Petrachi, detto Totò, che, dietro una facciata di attività pulite, è dedito a una serie di traffici illegali insieme al suo socio e amico di infanzia Adamo Greco. Il faccendiere ha un unico obiettivo: la scalata al potere nel Salento che conta e non avrà alcuno scrupolo nel tentarla. Ai due protagonisti del romanzo si aggiunge un terzo, Rocco, muratore e spacciatore di droga.

## Stile
Nel romanzo, l'autore alterna la tecnica della narrazione in prima persona per i tre protagonisti e quella in terza persona nel raccontare le vicende degli altri personaggi.

## Edizioni
- Daniele Rielli, Lascia stare la gallina, Narratori Italiani, Bompiani, 2015,  pp. 638, ISBN 9788845278259.